# Schmalspurbahn Gießen–Bieber
| Kursbuchstrecke (DB): | 193p                    |                                                   |                                                   |
| Kursbuchstrecke: | 169n (1934) 193p (1946) |                                                   |                                                   |
| Streckenlänge: | 9,5 km                  |                                                   |                                                   |
| Spurweite: | 1000 mm (Meterspur)     |                                                   |                                                   |
| Maximale Neigung: | 3,1 ‰                   |                                                   |                                                   |
| |                         |                                                   |                                                   |
| \| \| -0,8 \| Gießen Personenbahnhof (Personenverkehr bis 1899) \| Gießen Personenbahnhof (Personenverkehr bis 1899) \| \| \| \| \| \| \| \| \| \| \| \| \| 0,0 \| Gießen Kleinbahnhof (ehemals: Neustädter Tor) \| (159 m) \| \| \| \| \| \| \| \| 0,9 \| Lahn \| Lahn \| \| \| \| Gießen Hardtallee \| \| \| \| 2,4 \| Heuchelheim (Kr Gießen) \| Heuchelheim (Kr Gießen) \| \| \| \| Heuchelheim (Kr Gießen) Mühlchen \| \| \| \| 3,1 \| Windhof \| Windhof \| \| \| 3,3 \| Zementröhrenwerk Sack & Junghardt \| Zementröhrenwerk Sack & Junghardt \| \| \| 4,1 \| Bahnstrecke Lollar–Wetzlar \| Bahnstrecke Lollar–Wetzlar \| \| \| \| Umladegleis/Rampe \| \| \| \| 4,1 \| Abendstern (Hessen) \| Abendstern (Hessen) \| \| \| 4,4 \| Abendstern (Hessen) Güterbahnhof \| Abendstern (Hessen) Güterbahnhof \| \| \| \| Brennkalk- und Ziegelfabrik \| \| \| \| 4,6 \| Hessen-Darmstadt / Preußen \| Hessen-Darmstadt / Preußen \| \| \| 5,4 \| Krofdorf-Gleiberg (nachträglich eröffnet) \| Krofdorf-Gleiberg (nachträglich eröffnet) \| \| \| 6,7 \| Rodheim \| Rodheim \| \| \| \| Bieber \| \| \| \| \| Mühlgraben \| \| \| \| 7,8 \| Rodheim Nord \| Rodheim Nord \| \| \| 8,4 \| \| \| \| \| 8,7 \| Bieber \| (198 m) \| \| \| \| Bieber \| \| \| \| \| Mühlgraben \| \| \| \| \| Kalksteinbrüche \| \| \| \| \| Ladestation Kehlbachtal \| \| \| \| \| Kalksteinbrüche \| \| \| \| \| Buderus \| \| |                         |                                                   |                                                   |
| Kopfbahnhof Streckenanfang (Strecke außer Betrieb) | -0,8                    | Gießen Personenbahnhof (Personenverkehr bis 1899) | Gießen Personenbahnhof (Personenverkehr bis 1899) |
| |                         |                                                   |                                                   |
| |                         |                                                   |                                                   |
| Bahnhof (Strecke außer Betrieb) | 0,0                     | Gießen Kleinbahnhof (ehemals: Neustädter Tor)     | (159 m)                                           |
| |                         |                                                   |                                                   |
| Brücke über Wasserlauf (Strecke außer Betrieb) | 0,9                     | Lahn                                              | Lahn                                              |
| Haltepunkt / Haltestelle (Strecke außer Betrieb) |                         | Gießen Hardtallee                                 | Gießen Hardtallee                                 |
| Bahnhof (Strecke außer Betrieb) | 2,4                     | Heuchelheim (Kr Gießen)                           | Heuchelheim (Kr Gießen)                           |
| Haltepunkt / Haltestelle (Strecke außer Betrieb) |                         | Heuchelheim (Kr Gießen) Mühlchen                  | Heuchelheim (Kr Gießen) Mühlchen                  |
| Haltepunkt / Haltestelle (Strecke außer Betrieb) | 3,1                     | Windhof                                           | Windhof                                           |
| Abzweig geradeaus und nach links (Strecke außer Betrieb) | 3,3                     | Zementröhrenwerk Sack & Junghardt                 | Zementröhrenwerk Sack & Junghardt                 |
| Kreuzung (Strecken außer Betrieb) | 4,1                     | Bahnstrecke Lollar–Wetzlar                        | Bahnstrecke Lollar–Wetzlar                        |
| Abzweig geradeaus und von rechts (Strecke außer Betrieb) |                         | Umladegleis/Rampe                                 | Umladegleis/Rampe                                 |
| Bahnhof (Strecke außer Betrieb) | 4,1                     | Abendstern (Hessen)                               | Abendstern (Hessen)                               |
| Dienststation / Betriebs- oder Güterbahnhof (Strecke außer Betrieb) | 4,4                     | Abendstern (Hessen) Güterbahnhof                  | Abendstern (Hessen) Güterbahnhof                  |
| Abzweig geradeaus und nach rechts (Strecke außer Betrieb) |                         | Brennkalk- und Ziegelfabrik                       | Brennkalk- und Ziegelfabrik                       |
| Grenze (Strecke außer Betrieb) | 4,6                     | Hessen-Darmstadt / Preußen                        | Hessen-Darmstadt / Preußen                        |
| Haltepunkt / Haltestelle (Strecke außer Betrieb) | 5,4                     | Krofdorf-Gleiberg (nachträglich eröffnet)         | Krofdorf-Gleiberg (nachträglich eröffnet)         |
| Bahnhof (Strecke außer Betrieb) | 6,7                     | Rodheim                                           | Rodheim                                           |
| Brücke über Wasserlauf (Strecke außer Betrieb) |                         | Bieber                                            | Bieber                                            |
| Brücke über Wasserlauf (Strecke außer Betrieb) |                         | Mühlgraben                                        | Mühlgraben                                        |
| Haltepunkt / Haltestelle (Strecke außer Betrieb) | 7,8                     | Rodheim Nord                                      | Rodheim Nord                                      |
| Verschwenkung von links (Strecke außer Betrieb) · Verschwenkung von rechts (Strecke außer Betrieb) | 8,4                     |                                                   |                                                   |
| Strecke (außer Betrieb) · Kopfbahnhof Streckenende (Strecke außer Betrieb) | 8,7                     | Bieber                                            | (198 m)                                           |
| Brücke über Wasserlauf (Strecke außer Betrieb) |                         | Bieber                                            | Bieber                                            |
| Brücke über Wasserlauf (Strecke außer Betrieb) |                         | Mühlgraben                                        | Mühlgraben                                        |
| Abzweig geradeaus und nach rechts (Strecke außer Betrieb) |                         | Kalksteinbrüche                                   | Kalksteinbrüche                                   |
| Dienststation / Betriebs- oder Güterbahnhof (Strecke außer Betrieb) |                         | Ladestation Kehlbachtal                           | Ladestation Kehlbachtal                           |
| Abzweig geradeaus und nach rechts (Strecke außer Betrieb) |                         | Kalksteinbrüche                                   | Kalksteinbrüche                                   |
| |                         | Buderus                                           |                                                   |

Die Schmalspurbahn Gießen–Bieber, auch Biebertalbahn war eine schmalspurige Nebenbahn in Hessen, die ursprünglich als Kleinbahn von der Allgemeinen Deutschen Kleinbahn-Gesellschaft (ADKG) errichtet und betrieben wurde. Sie führte von Gießen im Biebertal nach Bieber. Im Volksmund war sie als Bieberlies bekannt.
Die Strecke wurde 1898 eröffnet. Der Personenverkehr endete 1952, der Güterverkehr 1963.

## Geschichte
Die Allgemeine Deutsche Kleinbahn-Gesellschaft (ADKG) errichtete die Bahn aufgrund zweier Konzessionen von 1897. Dies war erforderlich, da die Bahnstrecke die Staatsgrenze zwischen dem Großherzogtum Hessen und dem Königreich Preußen überschritt. Eröffnet wurde die Biebertalbahn am 19. August 1898 für den Personenverkehr und am 20. Oktober 1898 für den Güterverkehr. Die Konzession wurde nachträglich auf 99 Jahre verlängert.

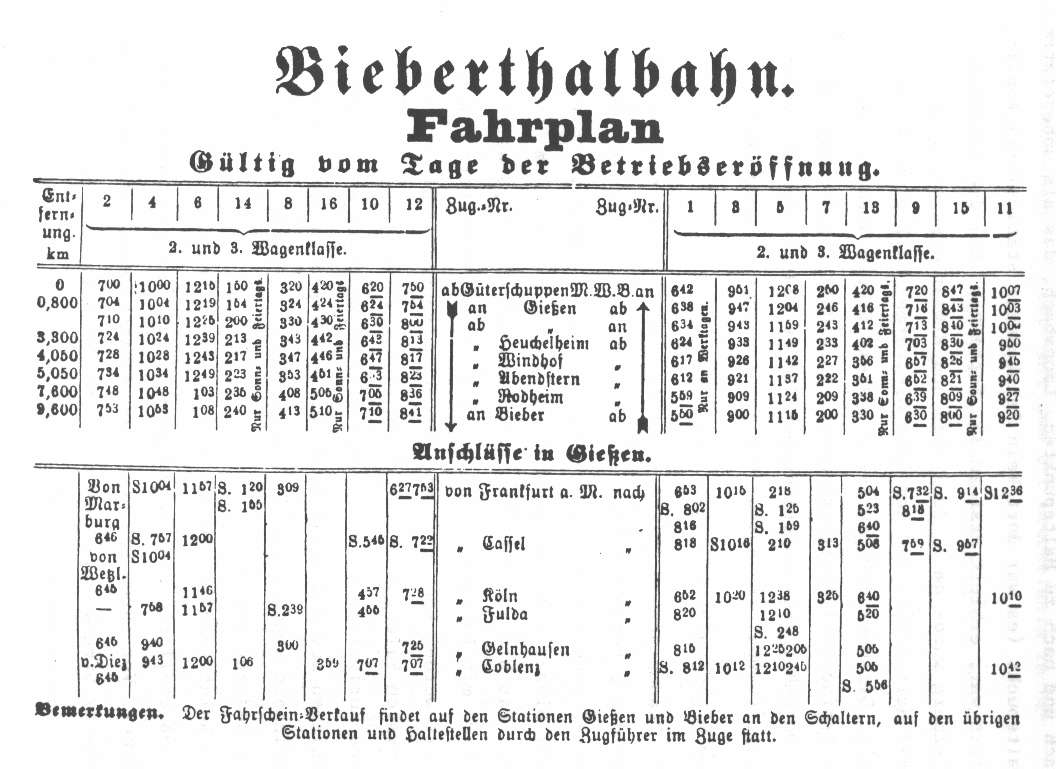
Erster Fahrplan für den Personenverkehr aus dem Jahr 1898

Noch vor Inbetriebnahme der Bahn erlitt sie einen ersten Rückschlag: Buderus stellte 1898 seine Margarethenhütte in Gießen ein, so dass der nach dort vorgesehene Transport von Erz nicht zu Stande kam. In der Folge fanden die Erztransporte in erster Linie zwischen den Gruben und dem Bahnhof Abendstern statt, wo das Erz auf die Staatsbahn umgeladen wurde. Der Abschnitt Abendstern–Gießen diente vor allem dem Personenverkehr.
Hauptkunden der Bahn waren:
- Grube Friedberg (Buderus). Die Grube war bis 1903, 1920–1924 und 1938–1961 in Betrieb.
- Grube Königsberg (Mannesmann). Die Grube war von 1918 bis 1930, 1934–1949 und 1959–1963 in Betrieb.
- Grube Eleonore (Stumm-Konzern). Die Grube war von 1897 bis 1929 in Betrieb.
- Kalkwerke Buderus, später Gabriel und ab 1940 Drebes.

Im Zuge des Umbaus des Lenz-Konzerns, also der AG für Verkehrswesen (AGV), wurde die Vereinigte Kleinbahnen AG (VKA) 1927 Eigentümer der Biebertalbahn.
Die Stadt Gießen, bemüht um die Eingemeindung von Heuchelheim, stellte 1939 den Antrag, die Biebertalbahn zu übernehmen, um auf deren Trasse die Gießener Straßenbahn nach Heuchelheim zu verlängern. Die Pläne wurden angesichts des Zweiten Weltkriegs zunächst zurückgestellt und dann nie verwirklicht.
Das nach dem Krieg neu gegründete Land Hessen sozialisierte mit seiner Verfassung durch den Artikel 41 unter anderem alle privaten Eisenbahnen. Die Biebertalbahn stand ab dem 25. August 1947 so unter einer Treuhandverwaltung für das Land Hessen.
Die Stadt Gießen strebte nun wieder die Eingemeindung von Heuchelheim an und richtete deshalb ab dem 7. Juli 1949 eine Omnibus-Linie nach dort ein, die zum 23. Dezember 1949 auf O-Bus umgestellt wurde. Ergänzt wurde das Angebot um eine weitere Buslinie nach Bieber ab dem 14. Februar 1952. Die nach wie vor mit kriegsverschlissenem Material operierende Biebertalbahn stellte daraufhin den Personenverkehr zum 14. April 1952 den allgemeinen Güterverkehr zum 2. Oktober 1954 ein. Seitdem wurde die Bahn nur noch zur Abfuhr des Erzes und Kalkes aus den Gruben bei Bieber genutzt. Die Treuhänderschaft zugunsten des Landes Hessen endete zum 6. Juni 1952. Da die Bahn zu diesem Zeitpunkt Defizite einfuhr, hatte die VKA kein Interesse mehr, das Eigentum wieder zu übernehmen: Das Land Hessen blieb auf der defizitären Eisenbahn „sitzen“, übernahm 1953 die Bahn in sein Eigentum und brachte sie 1956 in die Hessische Landesbahn GmbH ein. Seit aber ab 1954 nur noch die 4,6 km lange Strecke zwischen den Gruben und Abendstern zur Abfuhr der Bergbauprodukte genutzt wurde, verbesserte sich das wirtschaftliche Ergebnis der Bahn erheblich: Seit 1956 arbeitete die Bahn wirtschaftlich. Als 1959 die Grube Königsberg wieder eröffnet wurde, verbesserte sich die wirtschaftliche Lage der Bahn erneut. 1961 erzielte sie das höchste Beförderungsaufkommen in ihrer Geschichte.
Allerdings wurde der Erzabbau in Deutschland durch die fortschreitende Globalisierung zunehmend unwirtschaftlich. Die Grube Königsberg wurde zum 30. April 1963 aufgelassen. Damit endete auch der Verkehr auf der Biebertalbahn.
| Jahr | Fahrgäste   | Güter (t)     |
| 1901 | 158.965     | 061.067       |
| 1917 | 423.155     | 067.789       |
| 1924 | 091.756     | 059.445       |
| 1935 | 130.497     | 019.715       |
| 1938 | 161.692     | 040.000 (ca.) |
| 1949 | 610.300     | keine Angabe  |
| 1960 | eingestellt | 66.000        |
| 1961 | eingestellt | 111.000       |

## Streckenbeschreibung
Die 9,5 Kilometer lange Strecke Gießen–Heuchelheim–Abendstern–Rodheim–Bieber war meterspurig angelegt und diente vor allem dem Transport von Kalkstein und Eisenerz. Aber sie fuhr auch im Personenverkehr. Es bestand eine Verbindung zum Güterbahnhof Gießen, wo ein Umladegleis vorhanden war.
1899 wurde der ursprüngliche, 800 Meter südlich neben dem Staatsbahnhof gelegene erste Personenbahnhof Biebertalbahn durch einen Bahnhof ersetzt, der am Neustädter Tor in der Nähe der Gießener Altstadt lag. Die Querung der Lahn folgte kurz hinter dem Bahnhof über eine Straßenbrücke (alte Lahnbrücke), die die Bahn mitbenutzte. Der überwiegende Teil der Trasse folgte der Rodheimer Landstraße (K 42). In Abendstern kreuzte die Bahn niveaugleich und signalgesichert die Kanonenbahn mit einer aufwändigen signalabhängigen Weichenkonstruktion. Für die Durchfahrt der Staatsbahnzüge wurden die einige Zentimeter höher liegenden Überfahrstücke der Kleinbahn in der horizontalen Ebene weggedreht.
In Bieber gab es ein etwa ein Kilometer langes Stichgleis zu einer Ladestelle im Kehlbachtal, die durch Seilbahnen mit den Grubenfeldern Königsberg und Friedberg verbunden war. Dort gab es auch Kalksteinbrüche.

## Relikte

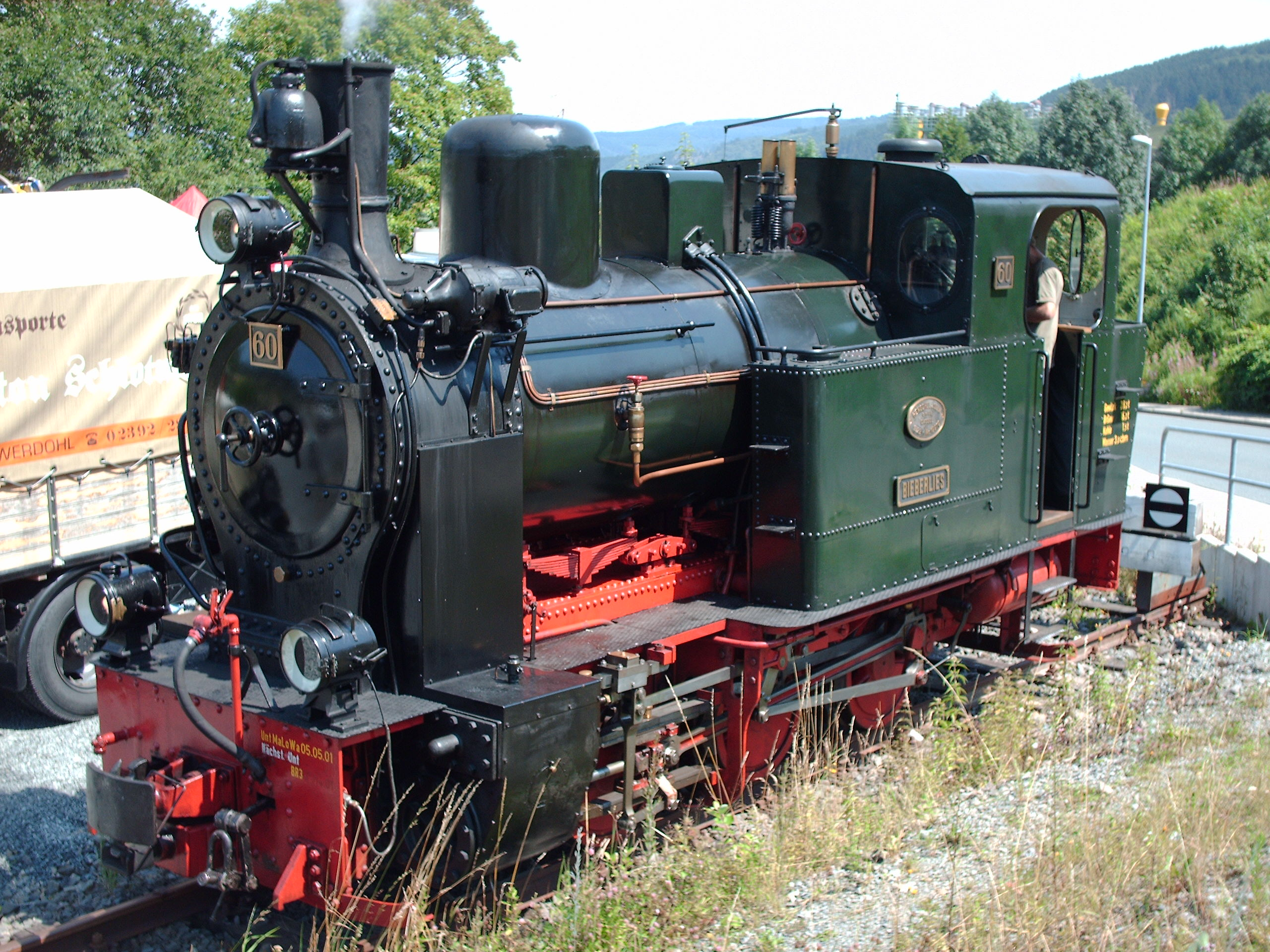
Lokomotive 60, jetzt BIEBERLIES als Museumslokomotive bei der Sauerländer Kleinbahn (2007)

Im Gebiet der Gemeinde Biebertal sind weite Teile des Bahndamms noch heute erkennbar. Im Bereich der beiden Bieber-Querungen ist der Bahndamm mit Büschen überwuchert und die Brückenköpfe sind noch vorhanden. Weite Teile der Strecke Rodheim–Bieber und des Gleisanschlusses zu den Kalksteinbrüchen sind heute als Fuß- und Radweg ausgebaut.
Die Dampflokomotive Nummer 60 (Henschel & Sohn, Kassel, Fabriknummer 19979/1923, Bauart Cn2t) der Biebertalbahn wird heute auf der Sauerländer Kleinbahn als Museumslokomotive eingesetzt, nachdem sie zunächst am ehemaligen Bahnhof Krofdorf-Gleiberg als Denkmalslok aufgestellt worden war.
Zur Erinnerung an die Bieberlies wurde Anfang September 2016 ein wiederhergerichteter Bahndamm der Biebertalbahn  mit Gleisen und Hinweisschildern nahe dem ehemaligen Bahnhof Rodheim eröffnet.
Am 15. Mai 2020 wurde nach langer Suche durch den Heimatverein Rodheim-Bieber e. V. ein Personenwagon in das Gleis gehoben.
Der Wagen wurde aus der Schweiz beschafft und ähnelt den Wagen der ehemaligen Bieberlies.